# Người Hà Lan
Người Hà Lan (tiếng Hà Lan: Nederlanders) là dân tộc chủ yếu ở Hà Lan . Họ chia sẻ một nền văn hóa chung và nói tiếng Hà Lan.
Người Hà Lan, hoặc con cháu của những người Hà Lan, cũng hiện diện ở ở các cộng đồng di cư trên toàn thế giới, đặc biệt là ở Suriname, Brasil, Canada, Úc, Nam Phi, New Zealand, và Hoa Kỳ.
Nghệ thuật truyền thống và văn hóa của người Hà Lan bao gồm các loại hình âm nhạc truyền thống, múa, phong cách kiến trúc và quần áo, một số trong đó được công nhận trên toàn cầu. Các họa sĩ Hà Lan như Rembrandt, Vermeer và Van Gogh được tổ chức đánh giá cao.
Các tôn giáo chiếm ưu thế của người Hà Lan là Kitô giáo (cả Công giáo và Tin Lành), mặc dù trong thời hiện đại đa số không còn là (công khai) tôn giáo. Đáng kể tỷ lệ phần trăm của Hà Lan là tín đồ của chủ nghĩa nhân đạo, thuyết bất khả tri, chủ nghĩa vô thần hay tâm linh cá nhân.
Trong thời Trung cổ của đất thấp đã được nằm trên biên giới Pháp và Đế quốc La Mã Thần thánh, tạo thành một phần của vùng ngoại vi của mình, và các lãnh thổ khác nhau trong đó họ bao gồm trên thực tế đã trở thành gần như tự trị của thế kỷ 13. Theo Habsburgs, Hà Lan đã tổ chức thành một đơn vị hành chính duy nhất, và trong thế kỷ 16 và 17 Bắc Hà Lan giành được độc lập từ Tây Ban Nha là nước Cộng hòa Hà Lan] Các mức độ cao của đô thị hoá đặc trưng của xã hội Hà Lan đã được. đạt được ở một tương đối ngày đầu. Trong Cộng hòa loạt đầu tiên của di cư quy mô lớn của Hà Lan ở bên ngoài châu Âu đã diễn ra.

## Ngôn ngữ
Tiếng Hà Lan là ngôn ngữ được nói bởi hầu hết người dân Hà Lan. Nó là một ngôn ngữ Tây Đức được nói bởi khoảng 22 triệu người. Ngôn ngữ này lần đầu tiên được xác nhận khoảng 500 trước Công nguyên, trong một văn bản quy phạm pháp luật Frankish, các Salica Lex, và có một biên bản hơn 1500 năm, mặc dù các tài liệu trước khi khoảng 1200 năm là rời rạc và không liên tục.
Là một ngôn ngữ Tây Đức, Hà Lan có liên quan đến các ngôn ngữ khác trong nhóm như Frisia, tiếng Anh và tiếng Đức. Nhiều thổ ngữ Tây Đức đã trải qua một loạt các thay đổi âm thanh. Tiếng Hà Lan không trải qua những thay đổi âm thanh và do đó có thể nói là chiếm một vị trí trung tâm trong ngôn ngữ Tây Đức.

## Hậu duệ người Hà Lan

### Nam Phi
Ở Nam Phi, người Hà Lan định cư ở Cape năm 1652. Khu định cư ban đầu được xác định là vào thời điểm khi điểm tái cung cấp và nhà ga đường cho tàu Đông Ấn Hà Lan công ty trên đường qua lại giữa Hà Lan và Đông Ấn.
Trạm hỗ trợ này dần dần trở thành một cộng đồng định cư. Tuy nhiên, các cư dân nông thôn thuộc địa sớm đã bắt đầu không thích quyền lực được nắm giữ bởi Công ty Đông Ấn Hà Lan (công ty này đã ngừng chính sách nhập cư mở của thuộc địa, thương mại độc quyền, kết hợp các quyền hạn hành chính, lập pháp và tư pháp vào một cơ quan, yêu cầu những người nông dân trồng loại cây gì, đòi hỏi một lượng lớn cống nộp của mỗi vụ thu hoạch nông dân, và quấy rối họ.)                                       HELLO
Từ từ những người nông dân đã rời bỏ Cape, cuối cùng trở thành được gọi là 'trekboers', và các khu định cư tiến sâu hơn vào Nam Phi và Namibia. Ngày nay, người Phi gốc Hà Lan và Cape Hà Lan được gọi chung là Afrikaners, trong khi con cháu của Cape Hà Lan và phụ nữ da đen địa phương được biết đến như là Basters.
Ngôn ngữ chính của họ là tiếng Afrikaans, một ngôn ngữ có nguồn gốc từ Hà Lan và được xem là một phương ngữ của Hà Lan cho đến cuối thế kỷ 19 khi nó trở thành công nhận như một ngôn ngữ khác nhau.